# 银三角北站
银三角北站位于中华人民共和国江西省南昌市南昌县迎宾中大道与安宝大道交叉口地下，是南昌地铁3号线的地铁车站，是3号线的南面起点，车站和3号线一同在2020年12月26日启用。

## 车站结构

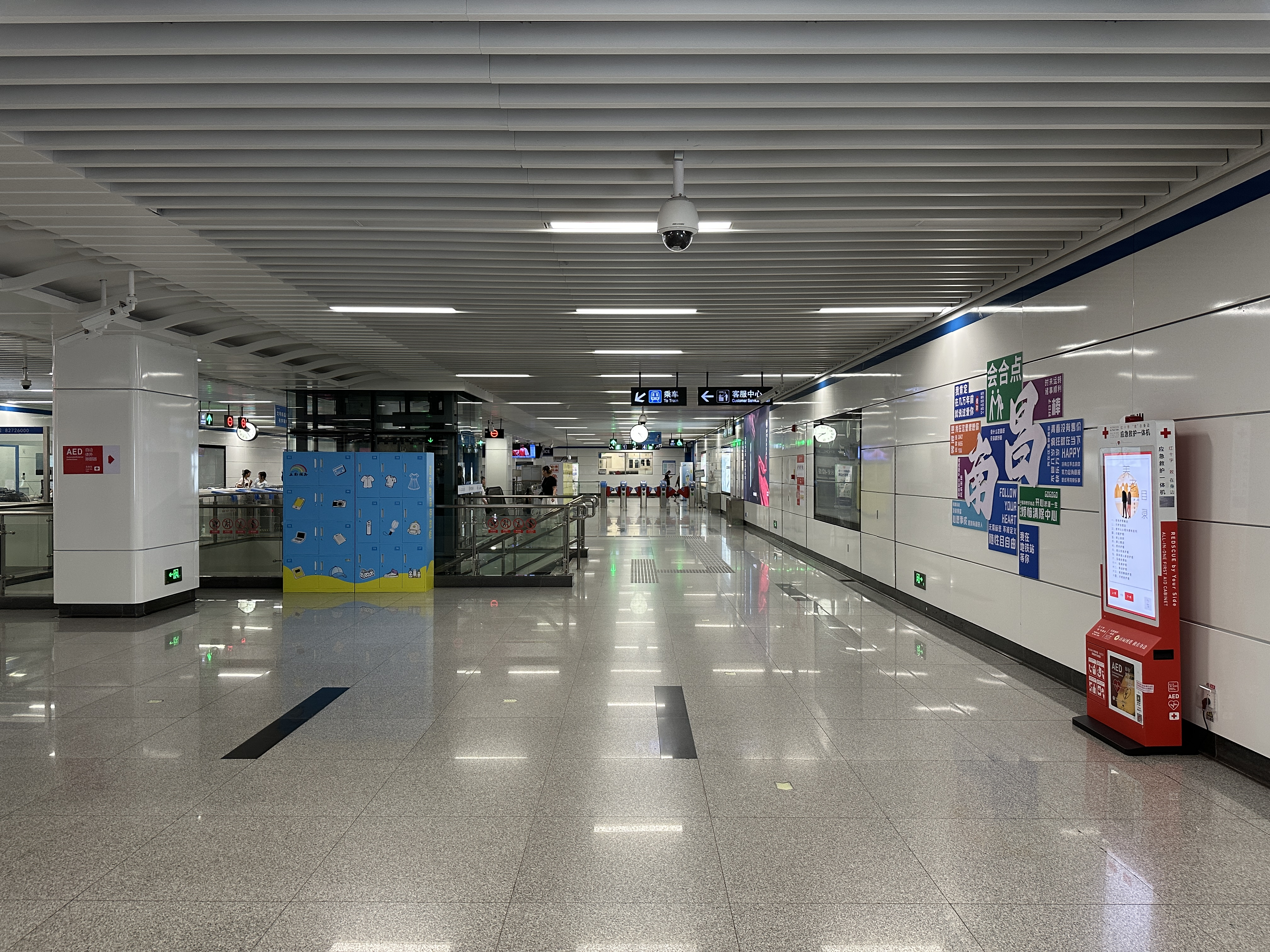
站厅

银三角北站位于迎宾大道与银河城规划道路的交叉口，为地下二层岛式车站:54；本站南端具备折返功并接出入莲塘车辆段线且预留延伸条件，而北端设一条单渡线:36。

### 楼层
| 1层  | 地面               | 出入口                     |  |  |
| -1层 | 站厅               | 自动售票机、客服中心       |  |  |
| -2层 |                    | █ 3号线 终点站 下客站台    |  |  |
|      | 岛式站台，左侧开门 |                            |  |  |
|      |                    | █ 3号线 往京东大道（斗门） |  |  |

### 出入口
银三角北站共有4个出入口，1号口通道内设有与九颂汇的连通口。
| 编号                   | 指示           | 图片 | 建议前往的目的地             |
| ---------------------- | -------------- | ---- | ---------------------------- |
| 出口 · 1L              | 迎宾中大道东侧 |      | 九颂汇、银河城水悦湾         |
| 出口 · 2L · 升降机标志 | 迎宾中大道东侧 |      | 银河城白沙地                 |
| 出口 · 3L              | 迎宾中大道西侧 |      | 恒大绿洲二期、江铃底特律新城 |
| 出口 · 4L              | 迎宾中大道西侧 |      | 恒大绿洲一期、南昌恒大酒店   |
| 註： 設有              |                |      |                              |

## 历史
- 2008年9月15日公示的《A3-05南昌市轨道交通2020年规划线网图》中显示了莲塘站位于澄湖西路和莲富路路口处[2][3]。
- 2013年1月30日公示《南昌市城市快速轨道交通线网规划调整》中本站位置未变[4]。
- 2014年1月23日南昌市轨道交通3、4号线优化调整规划批前公示，本站位置大致在迎宾中大道和富山五路路口[5][6]。
- 2014年3月21日公布的“南昌市城市快速轨道交通建设规划（2014-2020）环评”显示本站位置在迎宾中大道和城南路路口，为高架站[7]。
- 2014年10月29日南昌市轨道交通3号线工程项目环境影响评价第一次公示信息确认包括本站在内的3号线所有车站以及路段改为地下敷设[8]
- 2015年5月5日《南昌市城市轨道交通第二期建设规划(2015-2021)》得国家发改委批复，显示本站位置在迎宾中大道和城南路路口[9]。
- 2015年7月20日南昌市轨道交通3号线工程环境影响评价文件拟受理情况的公示，[10]公布了《南昌市轨道交通3号线工程环境影响报告书（公示稿）》[1]。
- 2015年8月4日《关于南昌市轨道交通3号线工程规划选址的批前公示》，“莲塘站”位于迎宾大道与银河城规划道路的交叉口[11][12]。
- 2016年8月6日南昌晚报报道了地铁2、3号线车站改名情况；本站改名为银三角北站[13]。